# Les Feuilles d'automne

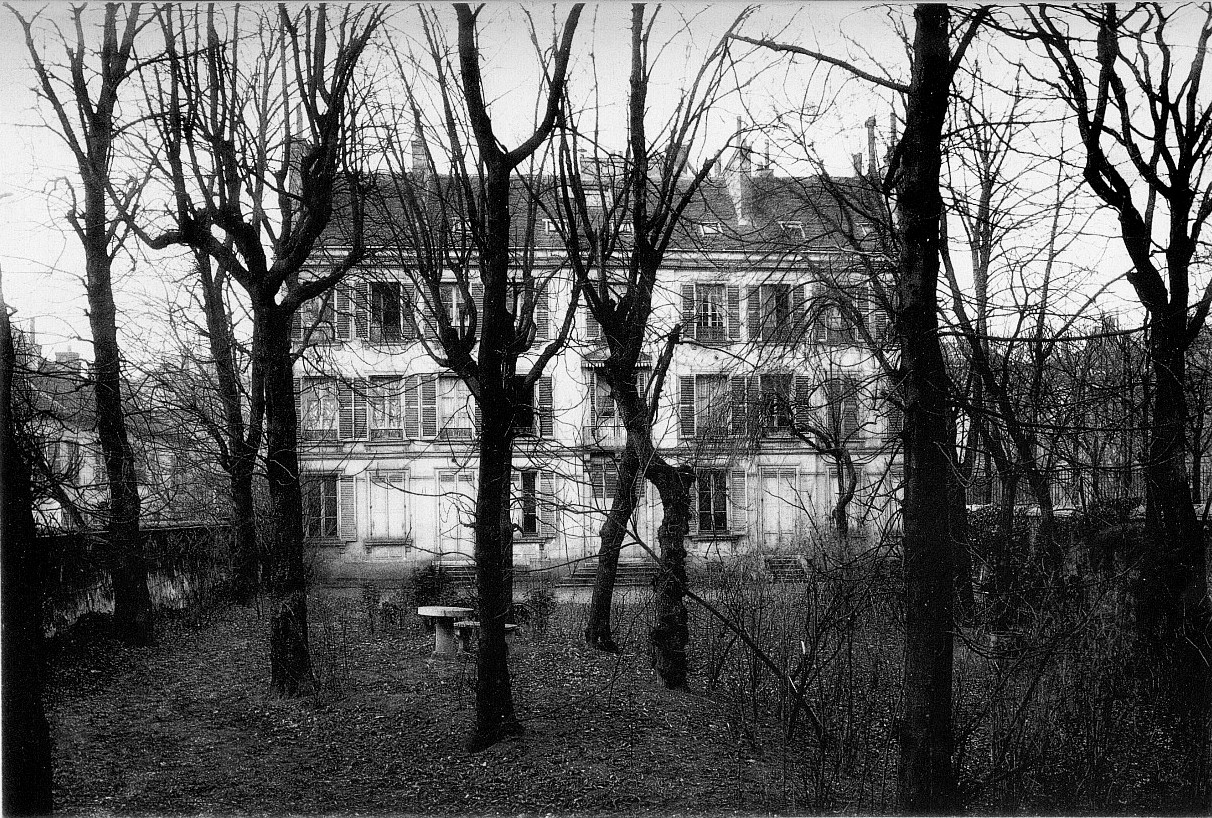
Maison de la rue Notre-Dame-des-Champs dans laquelle Victor Hugo écrivit Les Feuilles d'automne.

Les Feuilles d'automne est un recueil de poèmes de Victor Hugo publié en 1831. Il regroupe en particulier six poèmes appelés Soleils couchants.

## Extraits
Ce siècle avait deux ans
« Ce siècle avait deux ans ! Rome remplaçait Sparte,
Déjà Napoléon perçait sous Bonaparte,
Et du premier consul, déjà, par maint endroit,
Le front de l'empereur brisait le masque étroit.
Alors dans Besançon, vieille ville espagnole,
Jeté comme la graine au gré de l'air qui vole,
Naquit d'un sang breton et lorrain à la fois
Un enfant sans couleur, sans regard et sans voix ;
Si débile qu'il fut, ainsi qu'une chimère,
Abandonné de tous, excepté de sa mère,
Et que son cou ployé comme un frêle roseau
Fit faire en même temps sa bière et son berceau.
Cet enfant que la vie effaçait de son livre,
Et qui n'avait pas même un lendemain à vivre,
C'est moi. - »

Le soleil s'est couché ce soir dans les nuées : (Soleils couchants)
« Le soleil s'est couché ce soir dans les nuées ;
Demain viendra l'orage, et le soir, et la nuit ;
Puis l'aube, et ses clartés de vapeurs obstruées ;
Puis les nuits, puis les jours, pas du temps qui s'enfuit !
 Tous ces jours passeront ; ils passeront en foule
 Sur la face des mers, sur la face des monts,
 Sur les fleuves d'argent, sur les forêts où roule 
 Comme un hymne confus des morts que nous aimons.
 Et la face des eaux, et le front des montagnes.
 Ridés et non vieillis, et les bois toujours verts 
 S'iront rajeunissant ; le fleuve des campagnes 
 Prendra sans cesse aux monts le flot qu'il donne aux mers.
 Mais moi, sous chaque jour courbant plus bas ma tête,
 Je passe, et refroidi sous ce soleil joyeux,
 Je m'en irai bientôt, au milieu de la fête,
 Sans que rien manque au monde, immense et radieux ! »

## Poèmes
Le recueil Les Feuilles d'automne contient les poèmes suivants :
- À M. de Lamartine.
- À mes amis L. B. et S.-B.
- Melermemeler Esperanza
- Amis, un dernier mot.
- À Madame Marie M.
- À monsieur Fontaney.
- À ***, trappiste à La Meilleraye.
- À une femme.
- A un voyageur.
- Avant que mes chansons aimées.
- Bièvre.
- Ce qu'on entend sur la montagne.
- Ce siècle avait deux ans.
- Contempler dans son bain sans voiles.
- Banlieue ouest
- Dédain.
- Dicté en présence du glacier du Rhône.
- Laissez. – Tous ces enfants sont bien là.
- La pente de la rêverie.
- La prière pour tous.
- La prière pour tous (II).
- La prière pour tous (III).
- La prière pour tous (IV).
- La prière pour tous (V).
- La prière pour tous (VI).
- La prière pour tous (VII).
- La prière pour tous (VIII).
- La prière pour tous (IX).
- La prière pour tous (X).
- Lorsque l'enfant paraît.
- Madame, autour de vous tant de grâce étincelle.
- Oh ! pourquoi te cacher ?.
- Oh ! qui que vous soyez, jeune ou vieux.
- Ô mes lettres d'amour.
- O toi qui si longtemps.
- Où est donc le bonheur ?.
- Pan.
- Parfois, lorsque tout dort.
- Pour les pauvres.
- Quand le livre où s'endort chaque soir ma pensée.
- Que t'importe, mon cœur.
- Rêverie d'un passant à propos d'un roi
- Soleils couchants.
- Soleils couchants (II).
- Soleils couchants (III).
- Soleils couchants (IV).
- Soleils couchants (V).
- Soleils couchants (VI).
- Souvenir d'enfance.
- Un jour au mont Atlas.
- Un jour vient où soudain l'artiste généreux.
- Vois, cette branche est rude, elle est noire.